# Большая Норокса
Большая Норокса — река в России, протекает в Вологодской области, в Сокольском районе. Устье реки находится в 29 км по правому берегу реки Двиница. Длина реки составляет 12 км. 
Исток реки находится в лесу в 9 км на юго-запад от Воробьёво и в 40 км к северо-востоку от города Сокол. Большая Норокса течёт на юго-запад по заболоченному лесу, крупных притоков и населённых пунктов нет. Впадает в Двиницу неподалёку от деревни Заречье (Сельское поселение Замошское).

## Данные водного реестра
По данным государственного водного реестра России относится к Двинско-Печорскому бассейновому округу, водохозяйственный участок реки — Северная Двина от начала реки до впадения реки Вычегда, без рек Юг и Сухона (от истока до Кубенского гидроузла), речной подбассейн реки — Сухона. Речной бассейн реки — Северная Двина.
По данным геоинформационной системы водохозяйственного районирования территории РФ, подготовленной Федеральным агентством водных ресурсов: 
- Код водного объекта в государственном водном реестре — 03020100312103000007247
- Код по гидрологической изученности (ГИ) — 103000724
- Код бассейна — 03.02.01.003
- Номер тома по ГИ — 03
- Выпуск по ГИ — 0